# 봉대가온학교
봉대가온학교는 강원특별자치도 원주시에 있는 공립 특수학교이다.

## 연혁
- 2020년 3월 1일 : 이전한 구 봉대초등학교 자리에 개교

## 논란

### 비좁은 진입로 논란
다른 모든 학교들에 비해 진입로가 비좁은 논란이 있다.